# Ngọc Trâm
Eucharis × grandiflora là một loài thực vật có hoa lai ghép trong họ Asparagaceae. Loài này được Planch. & Linden mô tả khoa học đầu tiên năm 1854.

## Hình ảnh

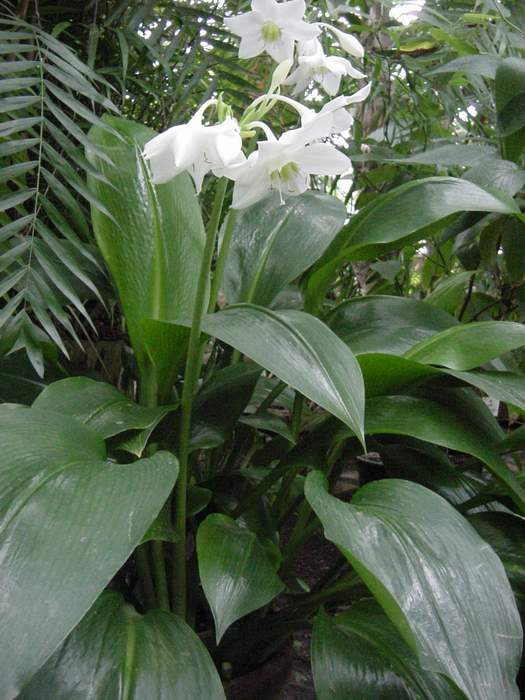
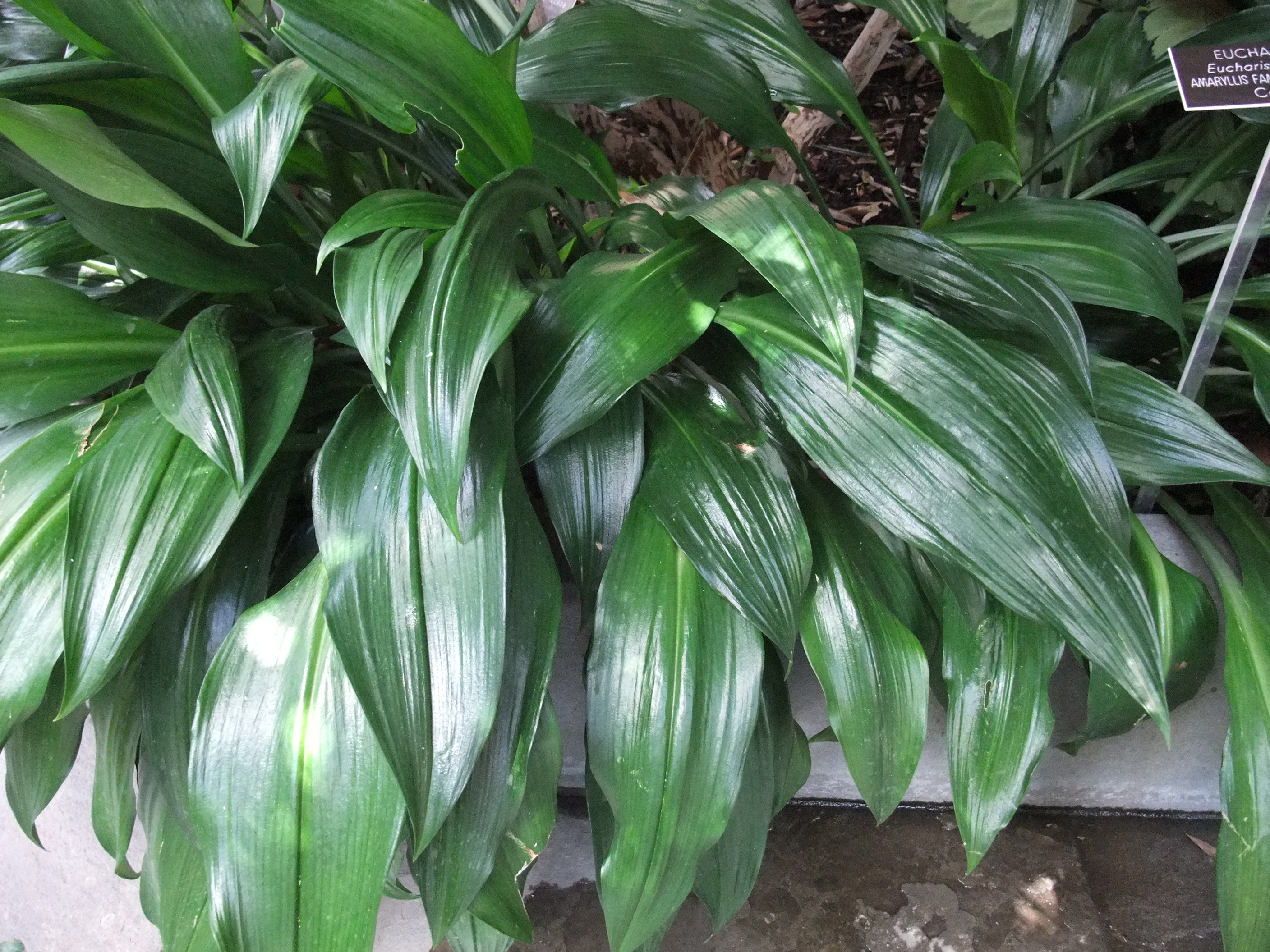